# Mohamed Sbihi
Mohamed Sbihi  (ur. 27 marca 1988 r. w Kingston upon Thames) – brytyjski wioślarz pochodzenia marokańskiego, złoty i srebrny medalista igrzysk olimpijskich, trzykrotny mistrz świata, dwukrotny mistrz Europy.
Został odznaczony Kawalerem Orderu Imperium Brytyjskiego.

## Igrzyska olimpijskie

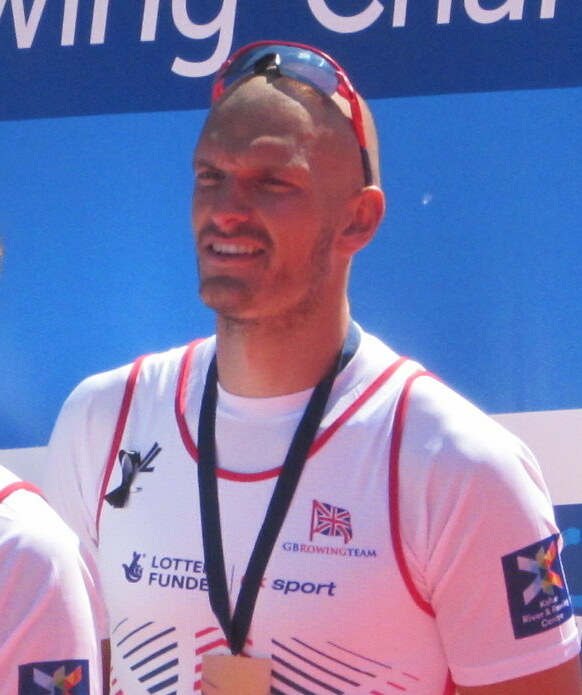
Mohammed Sbihi w 2016 r.

Na igrzyskach zadebiutował w 2012 roku w Londynie w zawodach ósemek. W osadzie znaleźli się również: Alex Partridge, James Foad, Tom Ransley, Richard Egington, Greg Searle, Matthew Langridge, Constantine Louloudis i Phelan Hill jako sternik. W eliminacjach zajęli drugie miejsce, przez co musieli płynąć w repasażach. Tam wygrali swój wyścig i awansowali do dalszej rundy. W finale dopłynęli na trzeciej pozycji, zdobywając brązowy medal. Do Niemców stracili 2,43 sekundy, a do Kanadyjczyków – 1,20 sekundy.
Cztery lata później w Rio de Janeiro wystąpił w czwórce bez sternika razem z Alexem Gregorym, Georgeem Nashem i Constantinem Louloudisem. W eliminacjach i półfinale wygrali swoje wyścigi i awansowali do finału. Tam wyprzedzili na mecie Australijczyków i Włochów, zdobywając złoty medal.